# Кривошапкин, Аркадий Алексеевич
Аркадий Алексеевич Кривошапкин (30 октября 1921, село Ворончиха, Северо-Двинская губерния, РСФСР — 21 февраля 2018, Санкт-Петербург) — советский военный деятель, артиллерист, участник Великой Отечественной войны, подполковник в отставке. Герой Советского Союза (24 марта 1945 года).

## Биография
Родился в селе Ворончиха Северо-Двинской губернии (ныне Котласского района Архангельской области).
По состоянию на ноябрь 2016 года являлся одним из трёх живущих на тот момент Героев Советского Союза — участников Великой Отечественной войны, проживающих в Санкт-Петербурге.

## Награды
- Герой Советского Союза (24 марта 1945 года, медаль № 4880)[1];
- орден Ленина (27 октября 1944 года, орден № 24512)[1];
- орден Красного Знамени (18 марта 1943 года)[2];
- орден Отечественной войны I степени (11 марта 1985 года);
- орден Красной Звезды (1 марта 1944 года)[3];
- медали.